# Pterygodium caffrum
Pterygodium caffrum là một loài thực vật có hoa trong họ Lan. Loài này được (L.) Sw. miêu tả khoa học đầu tiên năm 1800.